# Быстрица (река, впадает в Череменецкое озеро)
Быстрица (Старица) — река в России, протекает по Лужскому району Ленинградской области.
Берёт начало из озера Врево. Близ истока, слева принимает свой самый крупный приток — реку Апталу. Впадает в Череменецкое озеро, из которого вытекает Ропотка. Длина реки — 7,4 км, площадь водосборного бассейна — 356 км². На реке есть работающая ГЭС-2 недалеко от устья и недействующая ГЭС-1 у истока у деревни Задубье.

## Данные водного реестра
По данным государственного водного реестра России относится к Балтийскому бассейновому округу, водохозяйственный участок реки — Луга. Относится к речному бассейну реки Нарва (российская часть бассейна).
Код объекта в государственном водном реестре — 01030000512102000025705.